# Rio Parecis
Rio Parecis är ett vattendrag i Brasilien.   Det ligger i delstaten Mato Grosso, i den centrala delen av landet, 1 000 km väster om huvudstaden Brasília.
Omgivningarna runt Rio Parecis är huvudsakligen savann. Trakten runt Rio Parecis är nära nog obefolkad, med mindre än två invånare per kvadratkilometer.